# Monti Carseolani
I Monti Carseolani sono un sottogruppo montuoso dell'Appennino abruzzese, situati a cavallo tra Abruzzo e Lazio, che prendono il nome dal comune di Carsoli, in provincia dell'Aquila, interessando l'area compresa tra i laghi laziali Turano (Sabina) e del Salto (Cicolano), al confine con i monti del Cicolano a nord-ovest, i monti Simbruini a sud-ovest, la piana del Cavaliere e la zona dei piani Palentini a sud-est, la valle Roveto a sud.  Composti da diversi gruppi montuosi, sono compresi principalmente tra i territori dei comuni di Pescorocchiano (RI), Carsoli, Sante Marie, Cappadocia, Tagliacozzo, Castellafiume,  Magliano de' Marsi e Scurcola Marsicana (AQ).

## Descrizione

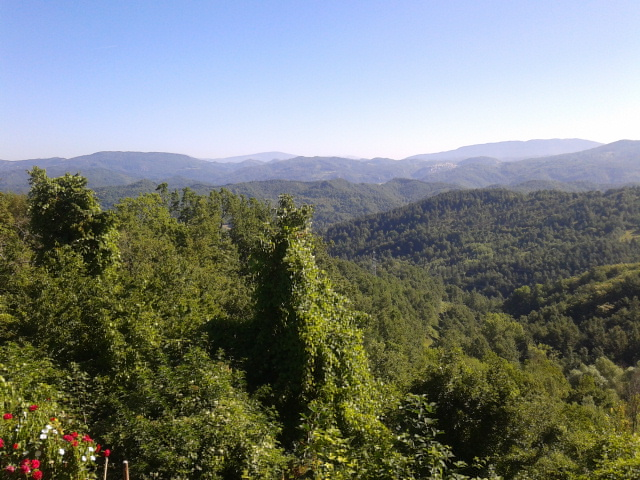
I monti Carseolani visti da Villa Romana

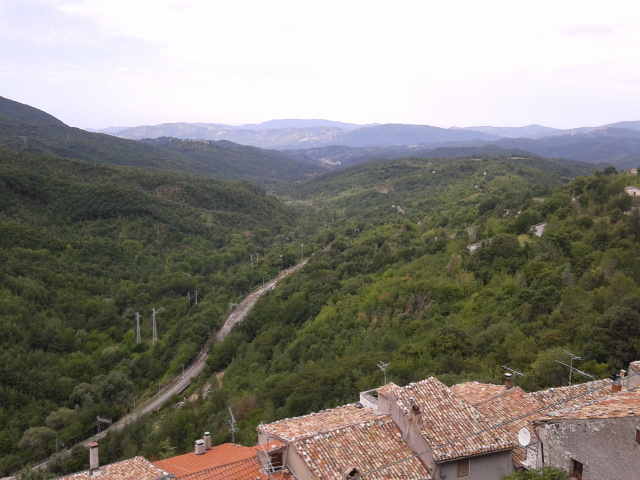
Monti Carseolani da Colli di Monte Bove

### Geomorfologia
Attraversati in parte dall'autostrada A24 e dalla strada statale 5 Via Tiburtina Valeria, non rappresentando una dorsale montuosa continua, bensì un gruppo di montagne sparse che segue pressappoco lo spartiacque appenninico e il confine tra le due regioni. Dai qui nasce il fiume Turano, mentre una valle particolarmente integra dal punto di vista naturalistico è la Val de' Varri area, in buona parte inclusa nel territorio del comune di Pescorocchiano (RI) e in parte nel territorio di Sante Marie (AQ), le cui grotte sono classificate tra i SIC del Lazio. 

### Orografia
Le altezze maggiori si raggiungono con:
- Cima di Vallevona, 1.808 m
- Monte Midia, 1.737 m
- Monte Camiciola,  1.717 m
- Monte Padiglione, 1.627 m
- Monte Fontecellese, 1.623 m
- Monte San Nicola, 1.524 m
- Monte Navegna, 1.508 m
- Monte Aurunzo, 1.455 m
- Monte Faito, 1.455 m
- Monte Cervia, 1.436 m
- Monte Guardia d'Orlando, 1.353 m
- Monte Bove,  1.346 m
- Monte Aquilone, 1.337 m
- Monte Filone, 1.329 m
- Monte della Nebbia, 1.327 m
- Monte Val de' Varri, 1.323 m
- Monte Girifalco, 1.268 m
- Monte Pietra Pizzuta, 1264 m
- Monte Porraglia, 1.214 m

### Ambiente
Ospitano inoltre al loro interno la Riserva naturale Monte Navegna e Monte Cervia e le stazioni sciistiche di Marsia (nei pressi di Tagliacozzo) e Camporotondo (nei pressi di Cappadocia), in provincia dell'Aquila.